# Victor Chang
Victor Peter Chang (Shanghái, China, 21 de noviembre de 1936 - Sídney, Australia, 4 de julio de 1991), nacido como Chang Yam Him (en chino simplificado, 張任謙; pinyin, Zhāng Rènqiān), fue un cirujano australiano de origen chino, pionero en trasplantes de corazón en Asia y Oceanía.

## Biografía
Nacido en Shanghái, Chang pasó su infancia en Hong Kong antes de llegar a Australia en 1953. Estudió medicina en la Universidad de Sídney. Luego trabajó como interno en el Hospital St. Vincent's de Sídney, antes de trasladarse a Inglaterra para proseguir sus estudios.
Regresó a trabajar en el Hospital St. Vincent en 1972. Chang presionó a políticos y financieros para recaudar fondos para establecer un programa de trasplante de corazón en el hospital. El primer trasplante realizado bajo este programa tuvo lugar el 24 de febrero de 1984.
Entre 1984 y 1990, la unidad del Dr. Chang realizó 197 trasplantes de corazón y 14 trasplantes de corazón y pulmones. En 1986, Victor Chang fue nombrado Compañero de la Orden de Australia, «en reconocimiento al servicio a las relaciones internacionales entre Australia y China y a la ciencia médica».
Preocupado por la falta de donaciones de órganos, Chang creó un equipo de investigación internacional para desarrollar un corazón artificial. Este equipo, activo en Singapur, Cantón y Sídney, desarrolló válvulas mecánicas que posteriormente se comenzaron a utilizar en todo el continente asiático. Chang y su equipo lograron avances significativos en la investigación del corazón artificial, pero el proyecto se vio truncado tras el asesinato de Victor Chang la madrugada del 4 de julio de 1991. El doctor recibió dos disparos en la cabeza en el suburbio de Mosman, Sídney, a manos de dos delincuentes malayos que no lograron extorsionarle.
Chang recibió un funeral de estado. Fue incinerado y sus cenizas fueron enterradas bajo una placa conmemorativa en Green Park, Darlinghurst, frente al Hospital St. Vincent.

## Legado
El Instituto de Investigación Cardíaca Victor Chang (en inglés: Victor Chang Cardiac Research Institute), una organización responsable de investigar «la prevención, el diagnóstico y el tratamiento de las enfermedades cardíacas», fue inaugurada el 15 de febrero de 1994 por el primer ministro australiano Paul Keating. La organización está financiada por el gobierno y con fondos privados, siendo uno de los inversores el magnate de medios de comunicación Kerry Packer.
En 1999, el primer ministro australiano, John Howard, anunció que Chang había sido nombrado Australiano del siglo XX (en inglés: Australian of the century). La revista Time lo incluyó en la lista que enumera las personas que han dado forma a los últimos "50 años en el Pacífico Sur".
Su hija Vanessa publicó la biografía Victor Chang: Un homenaje a mi padre en 2001. Las ganancias de las ventas fueron donadas al Instituto de Investigación Cardíaca Victor Chang. El planeta menor 24450 y un transbordador de la compañía de ferries de Sídney han sido bautizados en su honor.
El 21 de noviembre de 2023, con motivo del 87.º aniversario de su nacimiento, Google le dedicó un doodle en su honor.